# Jeff Skilling
Jeff Skilling, nome completo Jeffrey Keith Skilling (Pittsburgh, 25 novembre 1953), è un ex dirigente d'azienda statunitense.
Amministratore Delegato di Enron Corporation fino al 2001, anno in cui la società dichiara bancarotta, è stato condannato nel 2006 a 24 anni e 4 mesi di prigione. È stato detenuto nella prigione federale di Waseca, nello Stato del Minnesota. Nel 2013 la sua pena fu ridotta da 24 a 14 anni, e nel febbraio 2019 è stato rilasciato.

## Carriera
Nato a Pittsburgh, in Pennsylvania, secondo di quattro fratelli, a 16 anni diventa direttore di produzione di un canale televisivo locale. Nel 1979, dopo il diploma alla West Aurora High School, riceve l'MBA presso la prestigiosa Harvard Business School.
Successivamente viene assunto dalla società di consulenza "McKinsey & Company", ed è in questo periodo che soffre di esaurimento nervoso: viene fermato, infatti, dalla polizia di New York, per aver infastidito alcuni passanti.
Nel 1987 viene assunto alla Enron, ricoprendo, nel corso degli anni, varie cariche fino al 2001, quando viene nominato CEO di Enron secondo solo a Ken Lay, il quale viene colpito dalla creatività e dalla genialità di Skilling. È proprio in quest'anno che riceve uno dei più alti compensi in veste di amministratore delegato: 132 milioni di dollari.
Visionario, ideò un nuovo core business trasformando la Enron in una grande borsa on-line dove era possibile scambiare energia come normali azioni. Dopo il fallimento della Enron viene condannato per insider trading, cospirazione, false dichiarazioni ed altri reati.

## Vita privata
Skilling ha una figlia e due figli dal suo primo matrimonio con Susan Long, che terminò con un divorzio nel 1997. Il suo figlio più giovane, John Taylor ("JT" Skilling), fu trovato morto all'età di 20 anni, per una overdose di stupefacenti nel suo appartamento in Santa Ana (California), il 3 febbraio 2011.
Nel marzo 2002, Skilling sposò in seconde nozze Rebecca Carter, una ex vice presidente del Consiglio delle Comunicazioni e del Segretariato presso la Enron.